# Zaklików (gmina)
Zaklików (hist. gmina Zdziechowice) – gmina miejsko-wiejska (od 1 stycznia 2014 r.) w województwie podkarpackim, w powiecie stalowowolskim. Stanowi najbardziej na północ wysuniętą część województwa (szerokość geograficzna północna: 50°49′14′′). W latach 1975–1998 gmina położona była w województwie tarnobrzeskim.
Siedziba gminy to Zaklików.
Według danych z 31 grudnia 2020 gminę zamieszkiwało 8497 osób.

## Położenie geograficzne
Gmina leży na południowo-zachodnim skraju Wyżyny Lubelskiej (mezoregion Wzniesienia Urzędowskie) i w zachodniej części Równiny Biłgorajskiej, będącej północną częścią Kotliny Sandomierskiej. Ponad połowę obszaru gminy pokrywają bory sosnowe będące częścią większych kompleksów Lasów Lipskich i Janowskich. Obszar gminy przecina, płynąca ze wschodu na zachód, rzeka Sanna.

## Struktura powierzchni
Według danych z roku 2002 gmina Zaklików ma obszar 202,15 km², w tym:
- użytki rolne: 26%
- użytki leśne: 62%

Gmina stanowi 24,27% powierzchni powiatu.

## Demografia

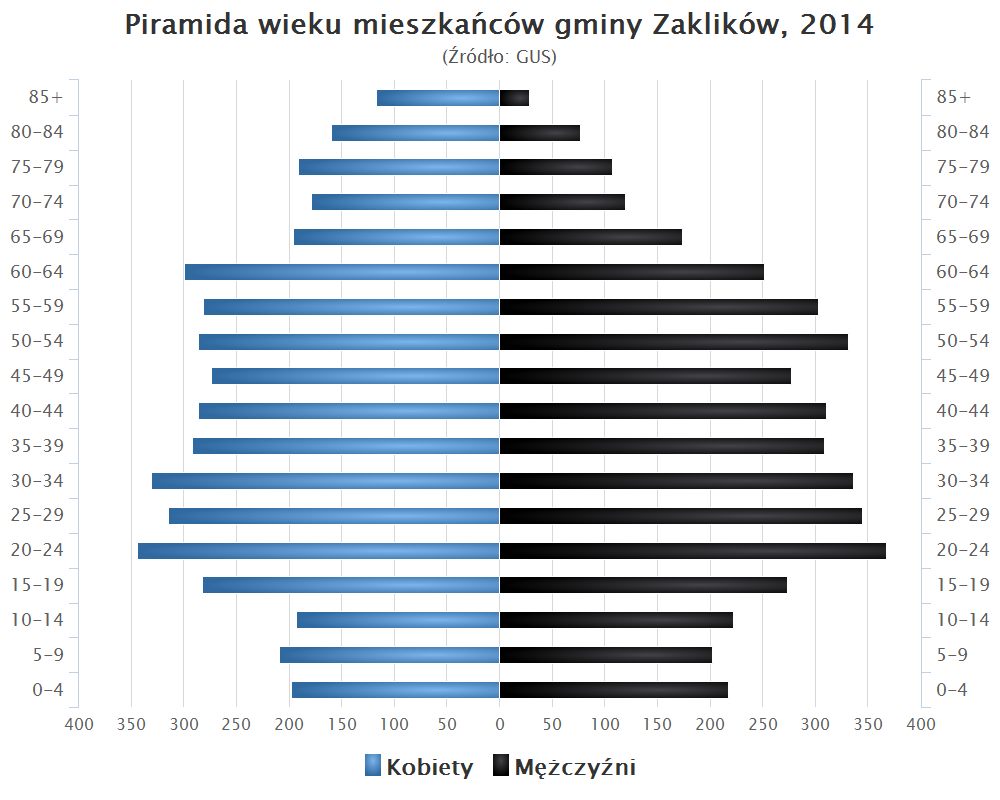
Piramida wieku mieszkańców gminy Zaklików w 2014 roku

Liczba ludności (dane z 31 grudnia 2020):
|        | Ogółem | Ogółem | Kobiety | Kobiety | Mężczyźni | Mężczyźni |
| osób   | %      | osób   | %       | osób    | %         |           |
| ------ | ------ | ------ | ------- | ------- | --------- | --------- |
| Ogółem | 8497   | 100    | 4354    | 51,24   | 4143      | 48,76     |
| Miasto | 2954   | 34,77  | 1549    | 18,23   | 1405      | 16,54     |
| Wieś   | 5543   | 65,23  | 2805    | 33,01   | 2738      | 32,22     |

▶Wieś vs ▶miasto
Ogółem (▶k, ▶m)
Miasto (▶k, ▶m)
Wieś (▶k, ▶m)

## Miejscowości w gminie
Od 8 marca 1990 gmina Zaklików funkcjonuje jako jednostka samorządu terytorialnego. W jej składzie są następujące miejscowości:

- miasto Zaklików,
- Antoniówka,
- Baraki Nowe,
- Baraki Stare,
- Dąbrowa,
- Gielnia,
- Goliszowiec
  - Kruszyna (przysiółek),
  - Goliszowiec (osada leśna),
- Irena,
- Józefów,
- Karkówka,
- Lipa,
- Łążek,
- Łysaków,
- Łysaków-Kolonia,
- Szlakówka
- Zdziechowice Pierwsze,
- Zdziechowice Drugie
  - Radna Góra (przysiółek).

Obszar gminy wynosi 20 215 ha, w tym
- 12 587 ha lasów
- 488 ha wód (w tym wody płynące 50 ha, stawy i zalewy 368 ha)

## Obiekty sakralne
- Kościoły i kaplice rzymskokatolickie:
  - Kościół Trójcy Przenajświętszej w Zaklikowie, kościół św. Anny w Zaklikowie, kościół Matki Bożej Częstochowskiej w Lipie.
  - Kaplice w Karkówce, Antoniówce i w Irenie w Domu Opieki Społecznej.
  - Zgromadzenia zakonne: Zgromadzenie Sióstr św. Józefa na Radnej Górze (ciekawe miejsce pod względem turystycznym).
- Kościół polskokatolicki pw. Świętych Apostołów Piotra i Pawła (parafialny) w Lipie

## Sołectwa
Antoniówka, Baraki Nowe, Baraki Stare, Dąbrowa, Gielnia, Goliszowiec, Irena, Józefów, Karkówka, Lipa, Łążek, Łysaków, Łysaków-Kolonia, Zdziechowice Pierwsze, Zdziechowice Drugie

## Sąsiednie gminy
Gościeradów, Potok Wielki, Pysznica, Radomyśl nad Sanem, Trzydnik Duży

## Miasta partnerskie
- Truskawiec  (od 2007)